# Typ 5 15-cm-Flugabwehrkanone
Die Typ 5 15-cm-Flugabwehrkanone (japanisch 五式十五糎高射砲 Go-shiki Jugo-senchi Kōshahō) war eine Flugabwehrkanone der Landstreitkräfte des Kaiserlich Japanischen Heeres, die im Jahr 1945 (Jahr 2605 nach dem Kōki-Kalender, daher die Jahreszahl der Benennung) eingeführt und eingesetzt wurde.

## Hintergrund
Die Berichte über die kommende Einführung des Boeing B-29 Bombers in die US Heeresluftwaffe führten 1943 zu der Entscheidung, eine vergrößerte Version der Typ 3 12-cm-Flugabwehrkanone im Kaliber 149,1 mm (entsprechend dem japanischen Kaliber 15 cm) zu entwickeln. Leider sind nur wenige Dokumente über die Waffe bei Kriegsende erhalten geblieben.

## Entwicklung
Aufgrund des zu erwartenden Munitionsgewichts von über 60 kg je Granate waren ein elektrisch arbeitendes, automatisches Ladesystem mit Zünderstellmaschine, ein automatisch arbeitender Verschluss und eine elektrisch arbeitende Richtmaschine wie beim Vorgängermodell vorgesehen. Die Munition war patroniert. Der restliche Ladevorgang erfolgte wie bei der Typ 3 12-cm-Flugabwehrkanone. Trotz der durch die notwendige Vergrößerung der Maße und Gewichte entstehenden Probleme konnte Anfang 1945 die Serienfertigung der über 50.000 kg schweren Geschütze beginnen.

## Technik

### Waffe
Das Geschütz besteht aus drei Teilen:
- Rohr
- Oberlafette mit Rohrrücklauf

- Unterlafette mit Pivot

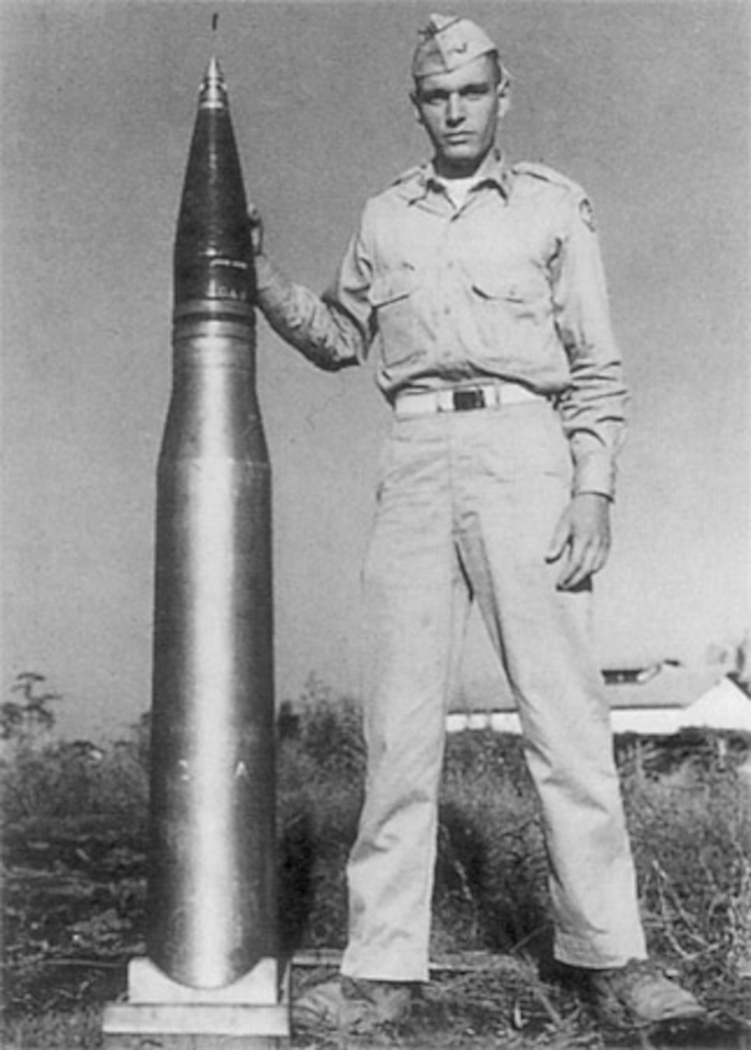
Patrone im Größenvergleich mit einem US-Soldaten

Das Rohr mit Verschluss hatte eine Länge von 9,00 m (L/60,35). Es besaß einen automatischen Keilverschluss. Die Oberlafette bestand aus einer Halterungsmanschette für das beweglich eingelegte Rohr und aus dem Rohrrücklauf. Die Oberlafette war an zwei Drehachsen vertikal beweglich mit der Unterlafette verbunden.
Das Richten erfolgte wie bei dem Vorgänger elektromechanisch auf Basis der Angaben des Feuerleitrechners. In Schwerpunkt war die Unterlafette drehbar auf einem Pivot montiert. So konnte ein Höhenrichtbereich von 0° bis +85° und ein Seitenrichtbereich von 360° erreicht werden. Eine schwere Panzerkuppel bedeckte das Geschütz.

### Munition
Als Geschoss kam ein Sprenggeschoss in einer Patrone zum Einsatz. Die Länge der vollständigen Patrone lag bei etwa 170 cm. Die Munition wurde bereits zusammengesetzt geliefert, um das Laden zu beschleunigen. Das Gewicht des Geschosses allein lag bei etwa 50 kg. Es ermöglichte einen wirksamen Radius von 30 m, in dem der Explosionsdruck und die freigesetzten Splitter Flugzeuge nachhaltig beschädigen oder zerstören konnten.  Das Gesamtgewicht ist nicht bekannt, ähnliche Marinegeschütze hatten aber Munition mit einem Gesamtgewicht von etwa 70 kg.
Als Zünder kamen mechanisch einstellbare Zeitzünder zum Einsatz.
Mit der Munition war eine Maximalschussweite von 26.000 m möglich. In der Flugabwehr lag die maximale Schusshöhe bei 19.000 m. Es konnte eine Kadenz von bis zu 6 Schuss pro Minute erreicht werden. Dies war mehr als ausreichend, um bei der vorhandenen Schusswirkung ganze Bomberformationen auseinanderzutreiben.

## Produktion und Einsatz
Ab Anfang 1945 wurde der Bau von insgesamt drei der Geschütze begonnen. Aufgrund der Dimensionen der Waffen erfolgte der Bau bei drei unterschiedlichen Firmen. Eine Fabrik wurde vor Fertigstellung durch einen Bombenangriff auf Osaka zerstört und der Bau aufgegeben. Die zwei verbleibenden Geschütze wurden bis Ende Juli 1945 in einem Park in Tokyo in Erdstellungen aufgebaut und einsatzbereit gemacht.
Der einzige bekannte Einsatz erfolgte am 1. August 1945. Dabei wurde mindestens eine, nach anderen Berichten auch zwei, hoch einfliegende B-29 durch die Geschütze abgeschossen.
Aufgrund der geringen Fertigungszahlen konnten die Geschütze allerdings keine größere Wirkung entfalten. Zudem waren die Stellungen der fest eingebauten Waffen sofort erkannt und der Luftraum um die Position für einfliegende Verbände gesperrt worden.
Nach Kriegsende wurde eine der Kanonen verschrottet, die andere demontiert. Die demontierte Waffe sollte zu Test in die USA verschifft werden, ist dort aber nie angekommen. Was genau die Ursache für den Verlust war, ist unbekannt.